# KRYエキサイトナイター
KRYエキサイトナイター（ケイアールワイエキサイトナイター）は、山口放送ラジオ（KRYラジオ）でプロ野球シーズン中、火曜 - 土曜 18:20 - 21:00（最大延長22:00まで。2021年・22年度の土曜日のみ21:30）まで放送するプロ野球中継番組。

## 放送スケジュール
2023年度以降
- 火　ソフトバンク戦中心のJRN系列局を中心とした個別ネット（キー局：RKB毎日放送・文化放送他）…（レインコートプロ　俺たち火曜タカ組）
- 水・木・金　NRNナイター（キー局：ニッポン放送）…（レインコートプロ　ナイタースペシャル〔第1部：いつでも みんなのプロ野球!、第2部：ナイタースペシャル〕）
- 土　NRNナイター（キー局：文化放送）…（レインコートプロ　砂山圭大郎のSET UP!!）

を編成している。
土曜と日曜はもともとJRN回線の枠であり、TBSラジオのJRNナイターを中継していたが、TBSラジオ側が「2010年は週末ナイターを中継しない」と表明したことから、文化放送のNRNナイターに乗り換えた。日曜は日本シリーズ中継を除いて廃枠となり、代わって20時まで「中四国ライブネット」（中四国8局9県ネット）、20時台はTBSラジオ発のワイド番組が入ることになった。また、かつては月曜に中継があった（回線は不明だがラジオ日本ジャイアンツナイター（キー局：RFラジオ日本）と思われる。但し、マンデーパ・リーグがあった時期は文化放送の物を放送）。ただし、オフ編成時に放送される開幕カードはこの限りではない。
また、2017年度をもってTBSラジオ自体がDeNAのホームゲームのJRN系列局向け裏送りを除いてナイター中継から撤退したことから、2018年度の火曜日はJRN系列局のRKB毎日放送から福岡ソフトバンクホークス主催試合をネット受けすることをツイッターで公表した。ソフトバンクのビジターゲームでは西武主催時には文化放送の制作によるRKB向け裏送り分（西武主催ゲームがNRN本番カード指定となり、九州朝日放送・STVラジオがニッポン放送からのネット受けとなる場合、平日に本番・裏送りを問わずKBC・STVがニッポン放送からのネット受けとなるロッテ対ソフトバンクまたは日本ハム戦を文化放送も本番とした場合、ソフトバンク戦非開催時にNRN系列局へのネットの可能性が低い試合（主に主催球団を問わず西武・オリックス・ロッテのいずれか2球団が対戦する場合）を放送する場合に限りRKB・HBCが『文化放送ライオンズナイター』のネット受けとなる場合あり）を放送し、予備カードはRKBと同一のものをJRN系列局及びQRから補充する。レインコートは『プロ野球ネットワーク』に代わる番組としてRKBから『花の応援団』シリーズ（現在は火曜のみ『俺たち火曜タカ組』として独立）をネット受けすることになった。
また2018年時点でプロ野球本拠地球団を持たない地域のAMラジオ局では最多、唯一の週5日放送する局になり、この年をもってQRは自社での土曜日のナイター放送を原則取りやめることとなるも、引き続きQRを幹事局としたNRNナイターとしての体裁を維持するため、関東5チームと、対戦カードによるが北海道日本ハム・オリックスの主管試合は裏送り専用番組となった（後述）。
また2020年は福井放送が土曜日のナイター中継枠を撤廃したため、2020年度以降はプロ野球本拠地球団を持たない地域のAMラジオ局では唯一土曜日にナイター中継枠を設定している。関東勢同士の対戦である場合（セ・リーグの巨人・ヤクルト・DeNA、パ・リーグの西武・ロッテとの対戦。ただしまれに楽天がビジターとなる試合で東北放送が、2021年度以降は日本ハムがホーム・ビジターともにSTVラジオが、2023年以後はさらにソフトバンクのビジターカードをKBCラジオがそれぞれ原則放送しないため、その場合も該当。）がNRNナイターの指定カードとなった場合は事実上KRY向け独占放送にとどまるが、特にKRYラジオ向けと強調することはせず、以前のNRNナイターと同じ扱いで放送される形をとっている（ただし、ABCラジオ制作で阪神戦主催試合が生放送された場合、担当アナウンサーによっては「今夜はABCラジオ（とRCCラジオ／東海ラジオ）と山口放送でお聞きの皆さんにお送りしています」と説明をした試合もある。かつ、土曜日はプロ野球の本拠地がある都道府県も含めると、ナイター中継を定枠で放送するのは『ニッポン放送ショウアップナイター』とこの番組の2つだけである）。
なお、一部の球団の所在地の局は、土曜日に2重製作しないことにより、臨時にその所属局-（QR経由）-KRY-LF（ - MBS-R）ラインの形でネット（中止時は従来通りQR裏送り）となる試合があり、2024年6月1日の楽天対ヤクルトのそれは、当日唯一のナイター、かつクロスネットの東北放送の制作となるため、TBC-（QR経由）-KRY-LFの変則3局ネットの形が取られている（MBS-Rは阪神戦以外の土曜ナイターは放送しないためその原則に沿い放送されず）。また、2025年7月26日の広島対巨人（中国放送制作）も、RCC-（QR経由）-KRY（-ABC-R第1予備-SF第1予備）-LFの変則ネットとなる予定（MBSは阪神対中日を本番、ソフトバンク対オリックス〈RKB〉をとする独自編成を実施）。いずれも予備カードはNRN・LF・MBS-Rで個別に編成している。

### 制作担当局
| 地域（球団）／曜日         | 火        | 水  | 木  | 金  | 土  |
| 基本系列                   | JRN       | NRN | NRN | NRN | NRN |
| 北海道（日）               | HBC       | STV | STV | STV | STV |
| 宮城（楽）                 | TBC       | TBC | TBC | TBC | TBC |
| 関東（巨・ヤ・横・西・ロ） | RF/QR/TBS | LF  | LF  | LF  | QR  |
| 東海（中）                 | CBC       | SF  | SF  | SF  | SF  |
| 近畿（神・オ）             | ABC       | MBS | MBS | ABC | ABC |
| 広島（広）                 | RCC       | RCC | RCC | RCC | RCC |
| 福岡（ソ）                 | RKB       | KBC | KBC | KBC | KBC |
| -------------------------- | --------- | --- | --- | --- | --- |

1. ↑  TBSラジオが自社およびJRNネットワーク番組としての野球中継を廃止した2018年以降は、厳密には（NRNとのクロスネットを含む）JRN加盟局他との個別ネット扱いとなる。
2. ↑  2021年以降はデーゲームと土・日曜ナイターの放送を休止しているため、本番カード時は特例で自社でも放送するか、裏送りとするかのいずれかとなる。
3. ↑  JRN（TBSラジオ）ネットの時はヤクルト主催ゲームの中継はできない（日本シリーズおよび本拠地球場開催のオールスターゲームを除く）。
4. ↑  基本的には巨人戦はRFから、DeNA戦はTBSから、西武・ロッテ戦はQRからネット受けまたは裏送りとなる。
5. ↑  2019年以降、QRでの土曜ナイター中継放送を取りやめたため、中継がQR制作の場合はNRN系列局向け裏送りとなる。また、土曜日の西武主催ナイターがNRN本番カードとなった場合は、『文化放送ライオンズナイター』のインターネットライブ配信と同内容となる。
6. ↑  2018年以降、自社でのナイター放送やナイターオフ編成時を除き、任意ネット扱いの月曜を含めてNRN系列局との相互ネットに統一したため、火曜日はRCCによるJRN系列局および『文化放送ライオンズナイター』向けの裏送り分またはビジター側JRN系列局の自社乗り込み分（対中日戦でのCBC制作分、対ソフトバンク戦のRKB制作分など）が放送されることが想定されるが、2018年 - 2020年は実例がなかった。2021年は広島球団の新型コロナウイルスのクラスター感染発生による対西武戦の延期分が火曜開催のため、『ライオンズナイター』向け裏送り分が放送された。

上記番組制作局のほか、静岡県で開催の試合が本番カードとなる場合は、静岡放送（SBS）制作の中継（SBSビッグナイター）が、火曜日に限り沖縄県で開催の試合が本番カードとなる場合は、琉球放送（RBC）制作の中継が放送される場合がある。
日本シリーズ中継は2017年まで上記のネットワークを基本とし、日曜開催分がJRNナイターとなっていた（こちらも2009年度までは土曜もJRN受けであった）。ただしNRN受け持ちの曜日の関東地区担当局と、全期間における関西地区の担当局はレギュラーシーズンと異なる。なお、2016年は土曜もシーズン中と異なりJRN受けとしたが、広島開催分は第1・2戦では地元局のRCCがNRN向けを本線としてJRN向けをTBSに委託した一方、第6・7戦（実際は6戦のみ開催）では、通常通りRCCが二重制作を行いJRN向けを本線としたため、第1・2戦はTBSから、第6戦はRCCからのネット受けとなった。2018年度以降はTBSラジオがプロ野球中継を廃止した影響からか上記ネットワーク通りではなく、2018年度の場合は第1・2戦と6戦（非開催に終わった7戦も）はRCCから、3〜5戦はKBCからいずれもNRN本番扱いでネット受けしている（上記の通りなら3戦はRKB）。2019年は日曜開催分の第2・7戦（7戦は非開催）をKBCから、火曜開催分の第3戦をLFからのネット受けになるなど、近年は全てNRN本番扱いでネット受けしている。2023年は日本シリーズは放送せず、定時番組を優先させている。
オープン戦中継では山口県内で開催の試合で自社製作を実施することがあるが、解説者についてはJRNよりもNRN（クロスネットを含む）からの派遣が多い。巨人が関与する場合は、下関市出身の宮本和知（ニッポン放送解説者・巨人球団社長付アドバイザー）が主に出演している。
その他、ナイターオフ期にワールド・ベースボール・クラシックの日本代表戦（直近では2023年）やメジャーリーグの日本人選手出場試合（直近では2024年3月）の中継をニッポン放送からの同時ネットで行うことがあり、この場合にも定時番組を休止して最大22:00まで中継する。
ラジオネットワーク結成前からNRN加盟初期には、大洋ホエールズ（現：横浜DeNAベイスターズ）が下関を本拠とした時代があったことから、時折大洋が関与する試合の裏送りを受けたり、山口県内で開催の大洋主催またはビジターの試合をローカル放送したことがあった。
ラジオネットワーク発足前には1964年6月16日（火曜日）には、対国鉄スワローズ（現：東京ヤクルトスワローズ）戦（川崎球場）をTBSラジオからの裏送りで放送していた（解説：大和球士。TBSラジオでは巨人対中日戦を放送。出典：中国新聞、1964年6月16日、ラジオ欄）。
NRN加盟後も、上掲の理由で、下関市で創業した大洋漁業単独提供による「まるはホームナイター（雨天中止時予備番組も、「まるはホームバラエティーショー」としていた）」が火曜、木曜、日曜に、富士重工業単独提供による「スバル土曜ナイター」が土曜に、その他複数社協賛による月曜、水曜ナイター（以上基本18時50分から22時。月曜は「キンカン民謡のどくらべ」（公開生放送）のため21時まで、日曜は後述の薄暮ナイター・および「KRYラジオ夕刊と天気予報」のため19時から。月曜予備番組は「KRY電話リクエスト 住尾製麺アベック電話リクエスト・セイカテレフォンプレゼント」だった）、日曜薄暮ナイター（16時15分から18時50分）と、金曜日を除く週6日で7試合を放送できる体制が整えられ、在京局からの裏送りも含めた大洋戦の放送が行われており、1966年7月2日（土曜日）には対阪神タイガース戦（川崎球場）を文化放送からの裏送りで放送していた（解説：山根俊英。文化放送では巨人対中日戦を放送。出典：中国新聞、1966年7月2日、テレビ・ラジオ欄）。
ローカル放送としてのデーゲーム中継では、以下の実例がある。
1959年6月25日（木曜日）に、対広島カープ（現：広島東洋カープ）戦（宇部市野球場）を14:00からRCCとの2局ネットで放送（KRYは16:40まで、RCCは16:00まで放送枠を設定）。解説はRCCから津田一男（当時中国新聞記者）を派遣し、実況はKRYの井上進が担当した（出典：中国新聞、1959年6月25日、ラジオ・テレビ欄）。
1967年4月23日（日曜）に、対広島カープ戦（下関市営球場）を12:00からRCCとの2局ネットで放送（KRYは14:50まで、RCCは17:30まで放送枠を設定）。解説はRCCから土屋五郎を派遣したが、制作主体がKRYとRCCのどちらが担当したのかは不明（出典：中国新聞、1967年4月23日、テレビ・ラジオ欄）。なお、ナイター枠では両局ともABCから近鉄バファローズ（後の大阪近鉄バファローズ）対東映フライヤーズ（現：北海道日本ハムファイターズ）戦（日本生命球場。当時はNRN扱い。解説：横沢三郎）を受けていた。

## プロ野球終了後の放送番組とナイター延長時の対応
- 水〜金　21:00 - 22:00　ミュージックブルペン
  - かつては土日のみ「スポーツミュージアム」を放送していた時代もある。のちに全曜日に拡大したが2018年から1曜日削られている。2021年度までは火曜日にも放送されていた。
- 火・土　21:00 - 22:00　ベストミュージックコレクションジャパン
  - 2020年度までは土曜日のみ21:00 - 22:00だった。2022年度からは火曜日にも放送。2021年度・22年度のみ土曜は21:30まで[8]。日本シリーズ中継時は平日・日曜日も試合が早く終了したときは22時までこの番組が放送されることがある。

上記クッション番組は最大延長時間を越えると休止になる。また、最大延長は22:00のため、21:55を過ぎても試合が終わらない場合は中継打ち切りのアナウンスを流して終了する。